# 国際映画祭

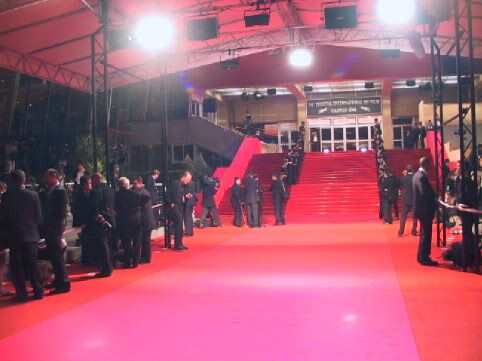
2.フランス・カンヌ国際映画祭

国際映画祭（こくさいえいがさい）は、世界規模で開催される映画の祭典。コンペティション形式による優秀作品の選考や、映画売買の市場として運営されている。
パリに本部のある国際映画製作者連盟（International Federation of Film Producers Associations, 略称：FIAPF）が公認したFIAPF公認国際映画祭のうち、以下のものが世界3大国際映画祭とされている。
1. フランス・カンヌ国際映画祭
2. イタリア・ベネチア国際映画祭
3. ドイツ・ベルリン国際映画祭

## FIAPFが公認している世界各国の映画祭

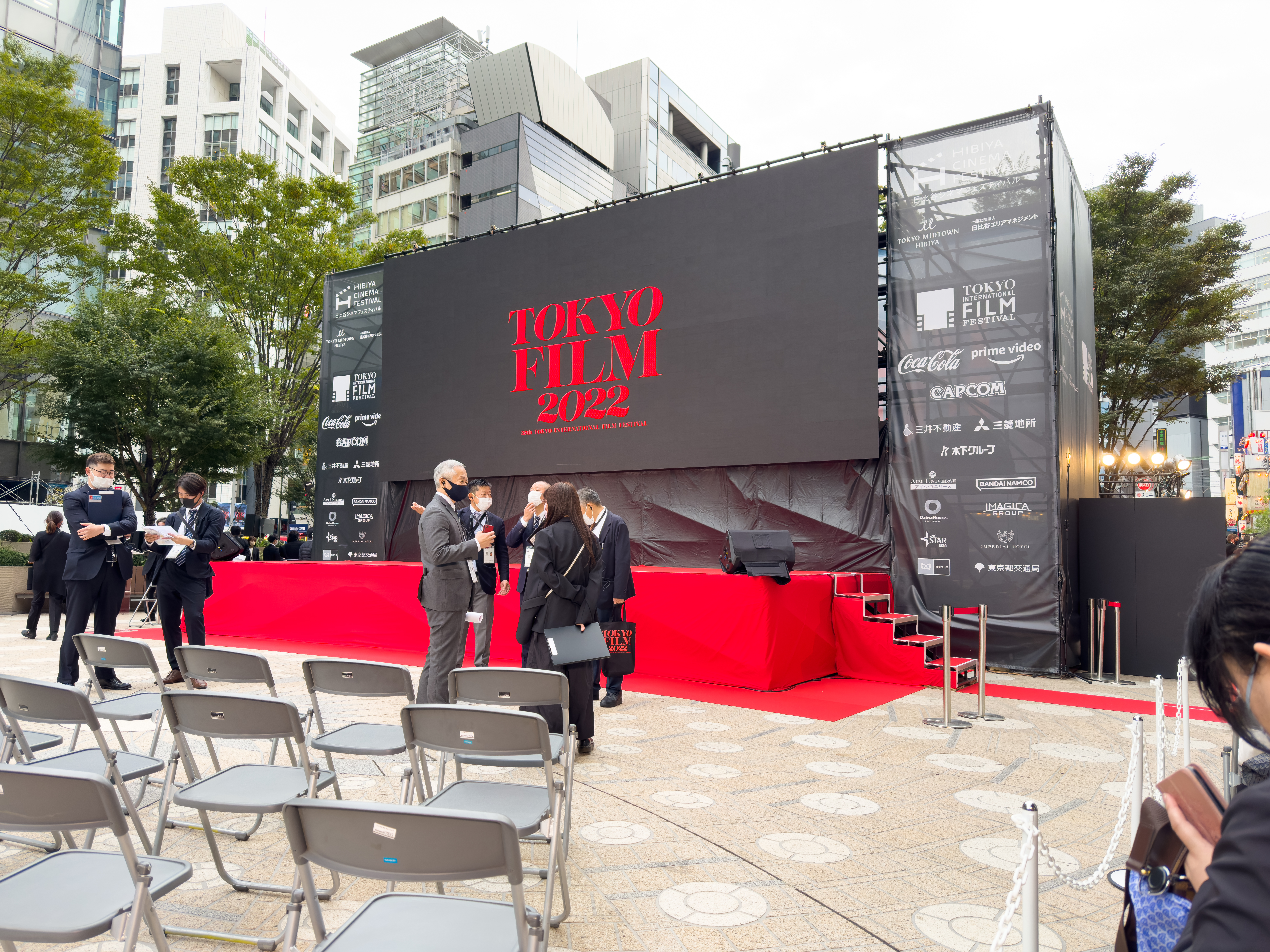
第35回東京国際映画祭（2022年）

### コンペティティブ長編映画祭
- ファジル国際映画祭[2] - 2月と4月
- ベルリン国際映画祭[2] - 2月下旬
- カンヌ映画祭[2] - 5月中旬
- 上海国際映画祭[2] - 6月下旬
- カルロヴィ・ヴァリ国際映画祭[2] - 6月下旬から7月上旬
- ロカルノ国際映画祭[2] - 8月上旬から中旬
- モントリオール世界映画祭（2018年以降未開催）[3] - 8月下旬
- ヴェネツィア国際映画祭[2] - 8月下旬から9月上旬
- サン・セバスティアン国際映画祭[2] - 9月中旬から下旬
- ワルシャワ国際映画祭[2] - 10月中旬
- 東京国際映画祭[2] - 10月下旬から11月上旬
- マール・デル・プラタ国際映画祭[2] - 11月中旬
- タリン・ブラックナイト映画祭[2] - 11月中旬から下旬
- カイロ国際映画祭[2] - 11月下旬
- インド国際映画祭（ゴア）[2] - 11月下旬
- モスクワ国際映画祭（2022年3月以降公認取消中）[3]

### コンペティティブ・スペシャライズド長編映画祭
- アンタルヤ ゴールデン オレンジ映画祭 - 現代映画の新たな潮流
- ベンガルール国際映画祭 - アジア映画
- 釜山国際映画祭 - 第1作と第2作
- シネデイズ - ヨーロッパ映画第1作と第2作
- シネマジョーブ - 新人監督作品
- ファンタスティック・フェスト - ホラー、ファンタジー、SF、アクション映画
- サントドミンゴ・グローバル・フェスティバル・デ・シネ - 最初の映画
- ヒホン国際映画祭 - 若者向けの映画
- ユーラシア国際映画祭 - ヨーロッパ、中央アジア、アジアで制作された映画
- ケーララ国際映画祭 - アジア、アフリカ、ラテンアメリカの映画
- ジオMAMIムンバイ映画祭 - 初の長編映画
- キッツビューエル映画祭 - 若手監督の映画
- コルカタ国際映画祭 - 動画におけるイノベーション
- マラガ映画祭 - スペイン語映画
- モロディスト・キエフ国際映画祭 - 若手監督映画
- バレンシアの見本市 – 地中海映画 - 地中海映画
- 映画祭のノワール - 警察とミステリー映画
- ローマ国際映画祭 - プログレッシブ・シネマ、明日の世界へのビジョン
- シッチェス・カタロニア国際映画祭 - ファンタジー映画
- ソフィア国際映画祭 - 第一作目と第二作目の長編映画
- シドニー映画祭 - 映画の新たな方向性
- トリノ映画祭 - 新人監督作品
- トランシルバニア国際映画祭 - 第一作目と第二作目の長編映画

### 非コンペティティブ長編映画祭
- トロント国際映画祭
- ウィーン国際映画祭

### ドキュメンタリーと短編映画祭
- ビルバオ国際ドキュメンタリー・短編映画祭
- クラクフ映画祭
- オーバーハウゼン国際短編映画祭
- タンペレ映画祭

## FIAPFが公認してない世界各国の映画祭
- エディンバラ国際映画祭
- キネコ国際映画祭
- 国際ウラン映画祭
- サラエヴォ映画祭
- ジェラルメ国際ファンタスティカ映画祭
- シカゴ国際映画祭
- シネマ ドゥ リール
- 上海国際映画祭
- ストックホルム国際映画祭
- WIP Lab
- ダラスアジアン映画祭
- テッサロニキ国際映画祭
- テルライド映画祭
- ドバイ国際映画祭
- なら国際映画祭
- ニューヨーク映画祭
- ハイファ国際映画祭
- バリャドリッド国際映画祭
- ファンタジア国際映画祭
- BRICS映画祭（中国語版、ロシア語版）
- ブリュッセル・アニメーション映画祭
- ブリュッセル国際ファンタスティック映画祭
- 北京国際映画祭
- ポルト国際映画祭
- 香港国際映画祭
- メクネス国際アニメーション映画祭
- モナコ国際映画祭
- リバー映画祭
- ゆうばり国際ファンタスティック映画祭

### 過去に日本で実施された国際映画祭
- 熱海国際映画祭 - 2019年に終了
- 沖縄国際映画祭 - 2024年で終了
- 門真国際映画祭 - 2021年で終了
- 京都国際映画祭 - 2023年で終了
- 徳島国際映画祭 - 2020年で終了
- 東京国際ファンタスティック映画祭 - 2005年で終了